# Núi Ngọc Mỹ Nhân

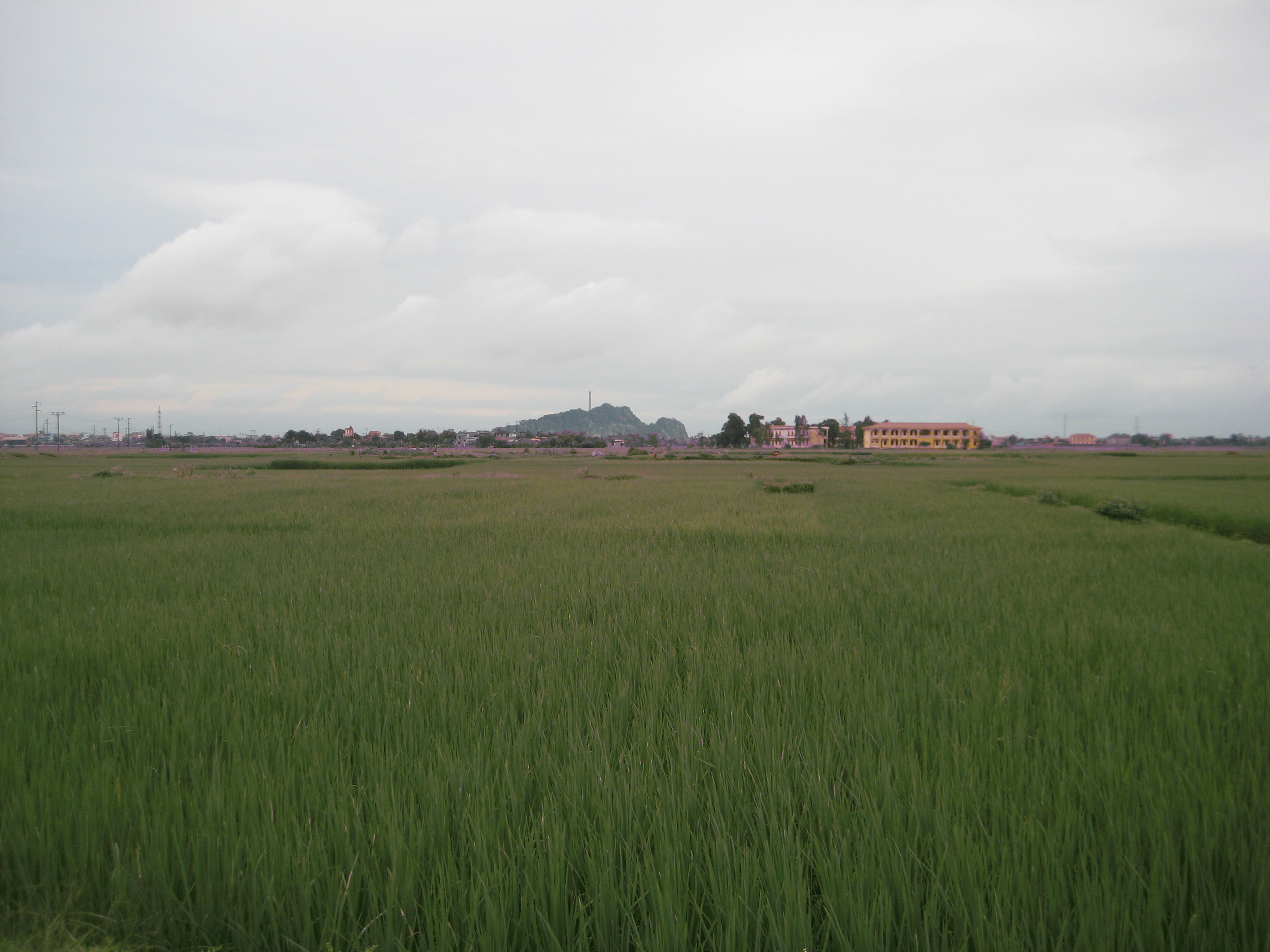
Núi Ngọc Mỹ Nhân nhìn từ phía Nam

Núi Ngọc Mỹ Nhân, còn có tên là núi Cánh Diều, là di tích lịch sử văn hóa quốc gia nằm ở phía đông nam phường Hoa Lư tỉnh Ninh Bình. Cũng giống như núi Non Nước, núi Ngọc Mỹ Nhân nằm gần bên sông Đáy và được xếp vào danh sách "Tứ đại danh sơn" – tức bốn hòn núi nổi tiếng của thành phố Hoa Lư xưa. Khi đứng ở phía Bắc hoặc phía Nam trông về phía núi sẽ thấy hình giống tiên nữ khổng lồ nằm hướng ra phía biển. Bên núi có đền Tiên Sơn thờ tiên nữ hóa đá và đền Thánh Cả thờ thần Thiên Tôn, xung quanh núi có nhiều hang động u minh, dưới núi có sông ngầm xuyên thủy. Hiện nay, tỉnh Ninh Bình đang thực hiện dự án xây dựng khu du lịch sinh thái lâm viên núi Ngọc Mỹ Nhân với diện tích 25 ha nhằm mục tiêu biến nơi đây thành điểm đến hấp dẫn của thành phố Hoa Lư.

## Tên gọi
Theo truyền thuyết dân gian và thần tích đền Thánh Cả, Cao Biền xưa là một tướng giỏi, pháp sư đời nhà Đường sang cai trị Việt Nam, thường cưỡi diều giấy đi dò phá long mạch nước Nam, khi bay đến đất Hoa Lư đã bị một đạo sĩ (do thần Thiên Tôn hóa thân) cùng nhân dân ở đây dùng tên bắn, Cao Biền bị trọng thương, diều gãy cánh rơi xuống hòn núi này, từ đó hòn núi mang tên là núi Cánh Diều.
Núi cũng được gọi là Ngọc Mỹ Nhân vì đứng từ Quốc lộ 1 ở phía nam hoặc từ quốc lộ 10 ở phía bắc cách thành phố Hoa Lư khoảng 3–5 km nhìn hướng về trung tâm thành phố du khách sẽ thấy dãy núi xanh thẫm hình một cô gái tóc xoã, mình trần nằm trên cánh đồng rộng mênh mông giữa thanh thiên bạch nhật. Và thần tích đền Tiên Sơn, nơi thờ tiên nữ đã hóa đá cũng có giai thoại nàng tiên vì vương vấn với cảnh đẹp trần gian không muốn trở về trời hóa thành núi này.
Năm 1821, vua Minh Mạng (1820–1840) tuần du ra Bắc ghé thăm núi và cho khắc dòng chữ trên vách núi ở phía Bắc, dịch là: 
Dựng một nhà nhỏ nghỉ chân, khi lên núi xem thấy chùa tháp của sơn thành, cột buồm bến sông, cảnh đẹp như vẽ, cúi xuống giặt chiếc áo bụi đời.
Trở về kinh đô, vua Minh Mạng đề ra chính sách khẩn hoang di dân lập ấp mới. Nhà vua cử Nguyễn Công Trứ ra Ninh Bình năm (1829) làm doanh điền sứ, chiêu mộ dân nghèo đi khai hoang vùng ven biển. Tương truyền khi Nguyễn Công Trứ đến Ninh Bình, thấy hình người con gái đẹp hướng ra phía biển, ông liền đặt tên cho thị trấn huyện mới khai hoang Kim Sơn là Phát Diệm, tức nơi phát sinh ra cái đẹp.
Núi Ngọc Mỹ Nhân chỉ là danh thắng đẹp khi chiêm ngưỡng từ vị trí thuận lợi ở xa nhưng ở chân núi cũng có 2 cụm di tích lịch sử văn hóa quan trọng là đền thánh Cả và đền Tiên Sơn. Núi lại nằm ven sông Đáy, ở vị trí gần giao điểm Quốc lộ 1 và quốc lộ 10, là nút giao thông lớn. Chính vì lẽ đó mà hình ảnh của núi đã được các tao nhân mặc khách sử dụng rất nhiều trong thơ.

## Đền Thánh Cả

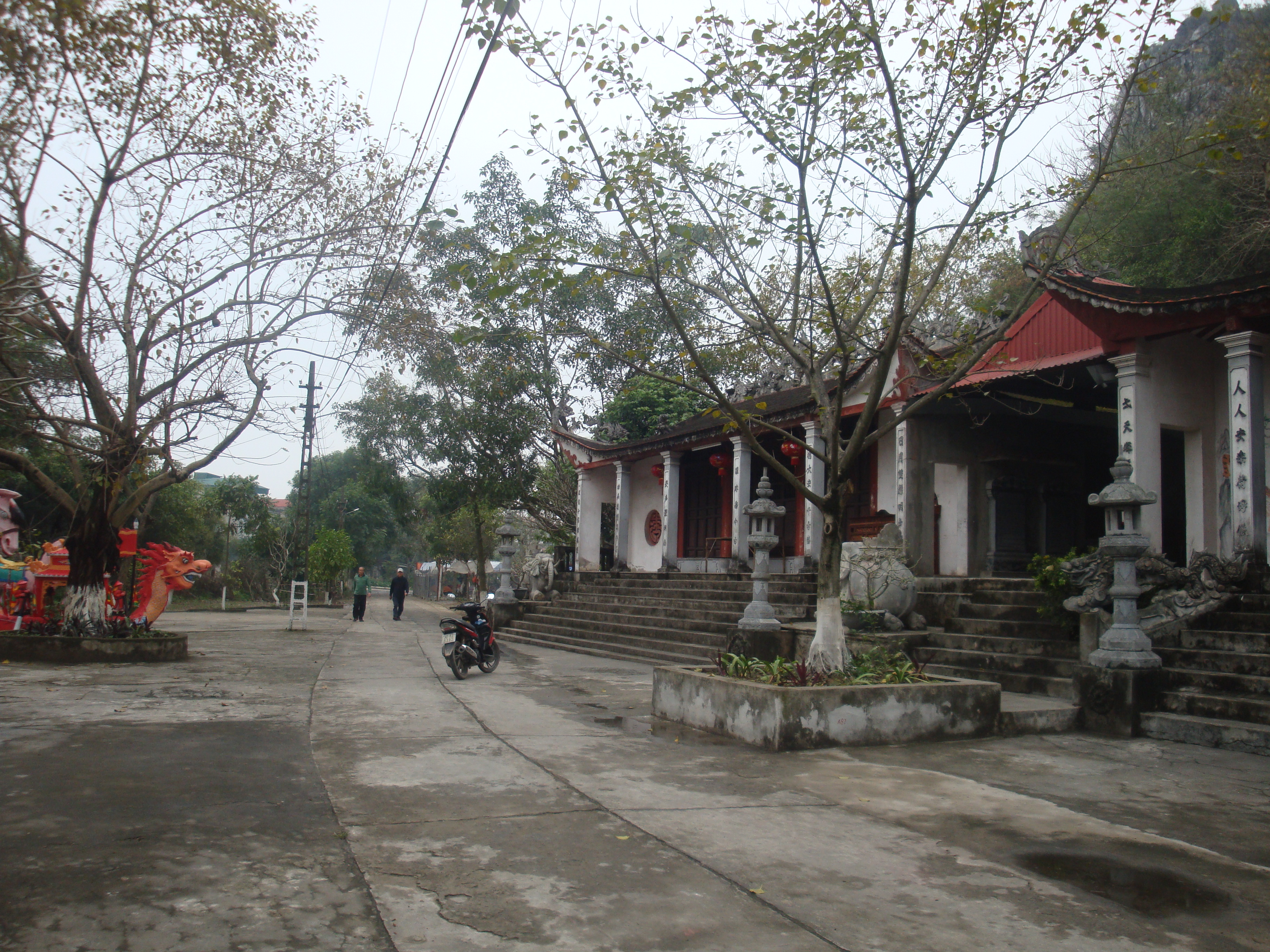
Di tích đền Thánh Cả thờ thần Thiên Tôn

Nằm ở phía Nam chân núi Cánh Diều là di tích đền Thánh Cả thờ thần Thiên Tôn, vị thần gắn liền với lịch sử hình thành núi Cánh Diều và được nhân dân vùng này thờ phụng. Nếu như động Thiên Tôn là nơi thần Thiên Tôn tu luyện phép thuật thì núi Cánh Diều là nơi thần hóa và thường hiển linh giúp đỡ nhân dân. Đền nằm bên một hồ nước mà người dân địa phương gọi là sông cụt.
Thần Thiên Tôn là vị thần trong truyền thuyết rất được sùng bái ở vùng [[cố đô Hoa Lư]. Đây là vị thần được thờ ở nhiều di tích phía đông cố đô Hoa Lư nên được xem như một vị thần trấn đông Hoa Lư tứ trấn. Thần Thiên Tôn còn được đặt tên cho thị trấn Thiên Tôn (nay là phường Ninh Mỹ) là trung tâm huyện Hoa Lư cũ (nay là thành phố Hoa Lư).
Theo các thần tích các làng Bích Đào, làng Đại Phong ở thành phố Hoa Lư thì thần Thiên Tôn là vị thiên thần, nguyên là một hoàng tử, do hoàng hậu nằm mộng thấy nuốt mặt trời, có thai rồi sinh ra ngài vào ngày mồng 3 tháng 3 năm Khai hoàng thứ 25 (năm 625), gọi là Huyền Nguyên. Lớn lên hoàng tử dũng mãnh hơn người, đi khắp thiên hạ, vào núi Dũng Dương ở Hoa Lư, tu luyện 42 năm, khi đắc đạo có thể bay lượn, biến hóa, tận trừ tà ma quỷ quái. Ngọc hoàng ban cho thanh kiếm Tam thai thất tinh và phong làm Bắc phương Trấn Vũ đại tướng quân. Sau này thần Thiên Tôn phóng gươm ở dưới núi Cánh Diều mà hóa.
Năm 938, Cao Đô Đường Thái sư cho xây đền ở cửa động Thiên Tôn, tạc tượng tay chống bảo kiếm, chân đạp lên rùa rắn và ban sắc phong là Trấn Vũ An Quốc đại vương... Đinh Tiên Hoàng khởi nghĩa ở động Hoa Lư được hai tướng Rùa, Rắn của thần giúp sức nên thần được sắc phong là An Quốc hoàng đế, trở thành một vị thần trấn trạch và bảo vệ cửa ngõ tiền đồn phía đông kinh đô Hoa Lư.
Ở phía đông cố đô Hoa Lư có 7 nơi thờ thần là Bích Đào, Đại Phong, Yên Cư của huyện Yên Khánh, Lực Giá và Phú Gia của huyện Gia Viễn đều thuộc tỉnh Ninh Bình. Truyền thuyết cho rằng, vào thời Bắc thuộc, bấy giờ vùng đất Ninh Bình nổi lên nhiều giặc cướp, yêu ma chuyên hại người, dân lương thiện vô cùng khổ cực; khi chúng giả làm lái đò để bắt người, khi giả làm gái đẹp để lừa người... Thổ địa tâu việc này lên thiên đình, Ngọc Hoàng sai thần Thiên Tôn xuống trừ diệt yêu ma cứu giúp dân lành. Thần truy diệt chúng suốt từ Gián Khẩu xuống Đa Giá, Cam Giá, Đại Đăng rồi hóa thân ở núi Cánh Diều.

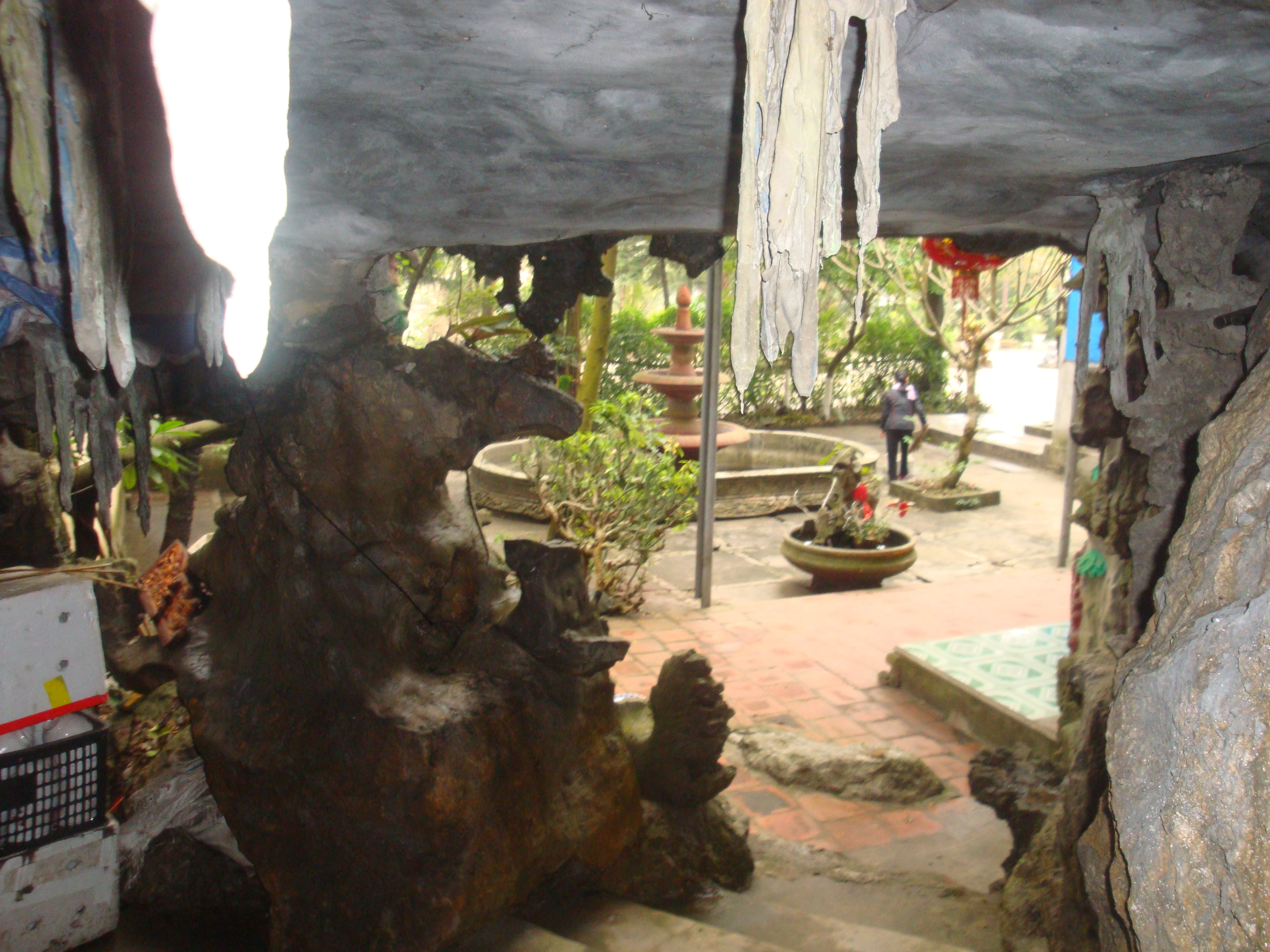
Một hang động bên đền Thánh Cả
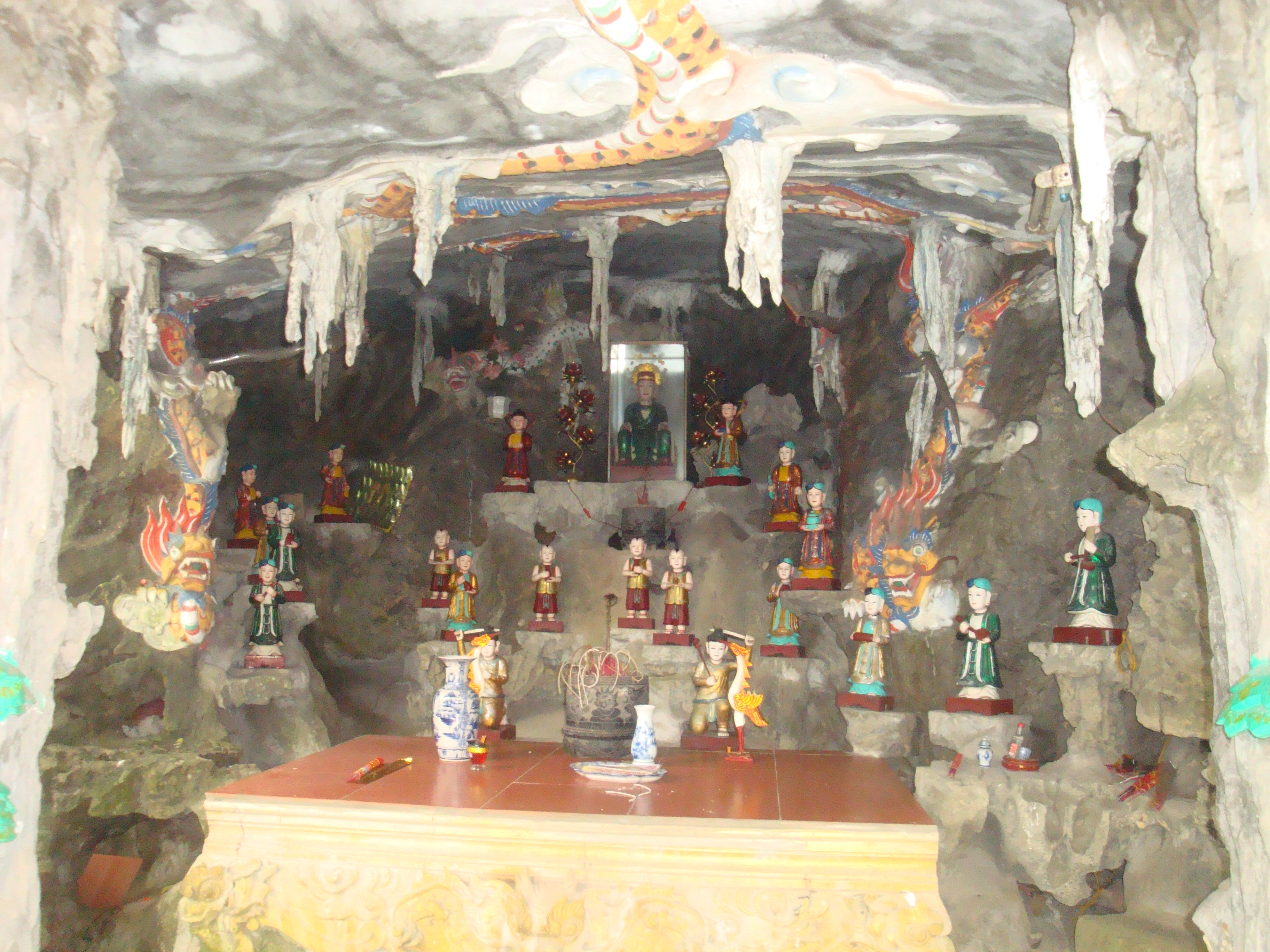
Hang thờ Chúa Thượng Ngàn
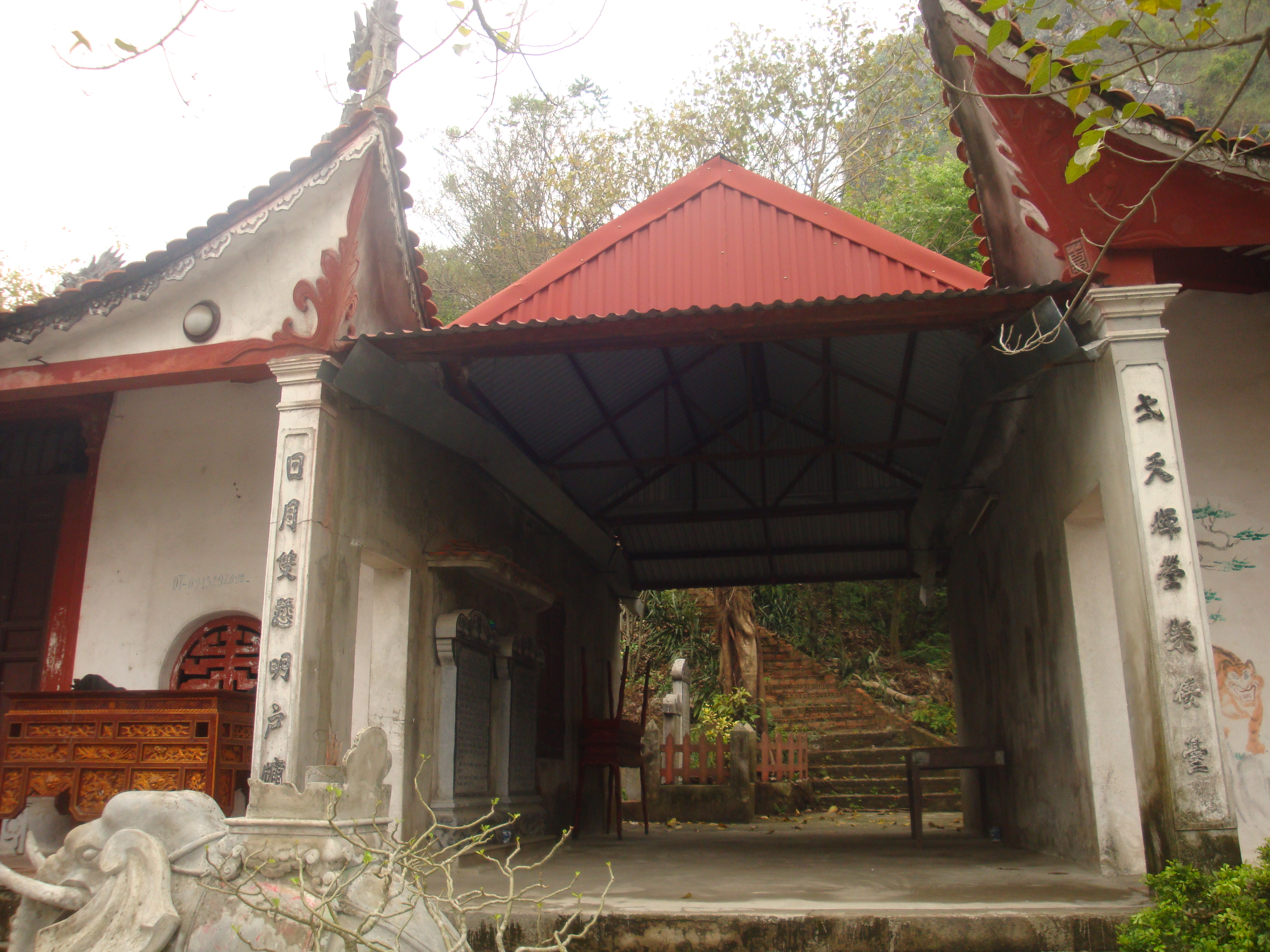
Một đường lên núi
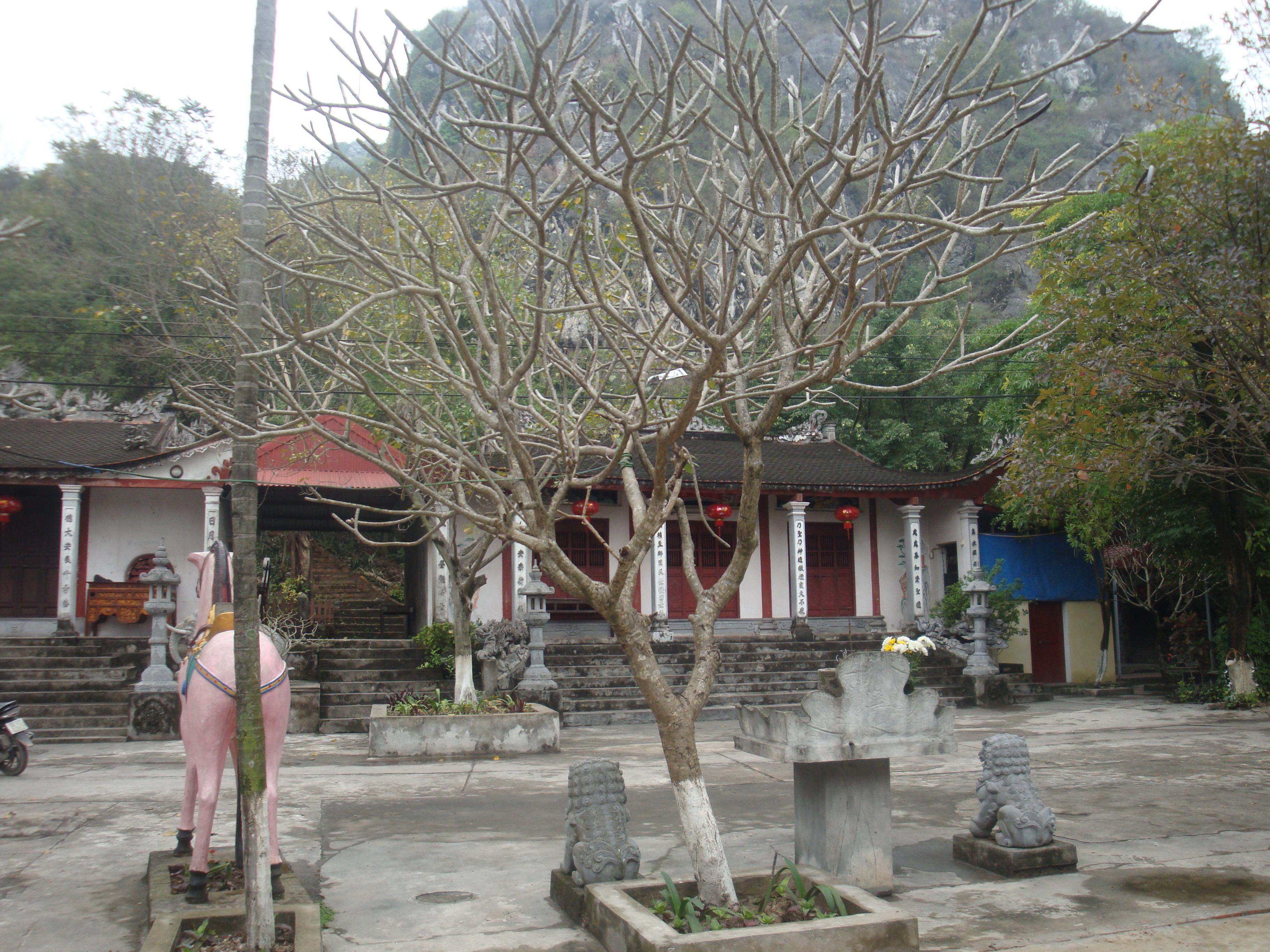
Đền Thánh Cả

## Đền Tiên Sơn
Nằm ở chân núi phía Tây Bắc núi Ngọc Mỹ Nhân là Đền Tiên Sơn thờ tiên nữ do vương vấn tình duyên với trần thế đã hóa đá trở thành núi Ngọc Mỹ Nhân để được nằm với đất, tóc xõa ngực trần tắm gió biển Đông. Cùng khuôn viên với chùa Cánh Diều và đền mẫu Tam Phủ. Để vào được khu di tích này phải đi vào ngõ 1, đường Hoàng Diệu thay vì đi từ đường Nguyễn Công Trứ để vào đền Thánh Cả.
Di tích động Tiên Sơn nằm lọt trong lòng núi Cánh Diều, ở chân núi phía Bắc chếch Tây của núi. Chùa Cánh Diều còn được gọi là chùa Thủy Sơn được dời từ trên đỉnh núi Non Nước đến từ thời Gia Long mặc dù chùa ở Dục Thúy Sơn cách đây 500 m gần cầu Ninh Bình hiện nay tên là chùa Non Nước. Bia ở chùa vẫn khắc ba chữ: "Sơn Thủy Tự" (Chùa Non Nước). Phía trước chùa có hồ hình bán nguyệt, gần đấy có đình vuông, bên cạnh có giếng đá nước trong và ngon. Năm Minh Mạng thứ hai, nhà vua tuần du ra Bắc Hà, có sắc chỉ lấy nước giếng dâng, vì vậy gọi là Giếng ngự. Trên đỉnh núi có xây một cái đài, tên là đài Vân Tiêu.

## Núi Cánh Diều trong thơ

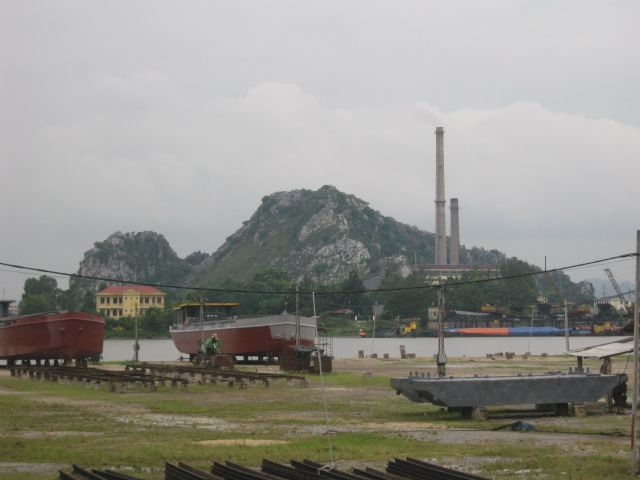
Núi Ngọc Mỹ Nhân nhìn từ bên kia sông Đáy

- Lê Quý Đôn đã cho khắc bài thơ ở phía tây núi khi ông đến thăm nơi đây:

Ruộng phẳng nhô đá biếc
Thế núi tựa diều bay
Chùa ẩn ba đỉnh núi
Sông có cầu qua ngay
Núi vững như hổ ngồi
Suối tựa dãi rồng đây
- Cao Bá Quát cũng có bài thơ Trên đường đi Ninh Bình (Ninh Bình đạo trung) khi chiêm ngưỡng cảnh đẹp ngọn núi Cánh Diều.

Sông tựa dải là cô gái đẹp,
Núi như chén ốc khách làng say.
Trăng non gió mát kho vô tận,
Chỉ sợ nhà thơ mãi ở đây.
- Trong thơ nữ sĩ Xuân Quỳnh cũng có hình ảnh núi Cánh Diều.

| Anh đi rồi trời bỗng nổi cơn dông Trận gió mạnh từ phía anh thổi tới Nghĩ đến anh em nhớ về hướng núi Ngọn núi Cánh Diều ngọn núi mây bay | Trời Ninh Bình chiều nay hẳn nhiều mây Mưa to thế chắc sông tràn bờ cỏ Thương chiếc xe anh nhọc nhằn trong gió Mái nhà nao đêm nay anh dừng chân |

- Trong bài hát "Ninh Bình quê mẹ" hình ảnh núi Ngọc Mỹ Nhân được khắc họa:

Bởi quá yêu không thể nói thành lời
Em hóa đá để được nằm với đất
Tóc xõa ngực trần, tắm gió biển đông
- Địa danh Ngọc Mỹ Nhân cũng được nhắc đến trong bài hát "Âm Vang Hoa Lư" (nhạc: Xuân Tiến, lời: Thanh Thảo - Xuân Tiến):

... Một vách đá rêu phong từ ngàn xưa còn in những bài thơ khắc đá.
Núi cũng tự mình, cũng tự mình tạc dáng Ngọc Mỹ Nhân...
- Núi Cánh Diều hiện lên mơ hồ, huyền ảo trong thơ Lâm Xuân Vi:

Đá xanh mang sắc hồn người
Trao cho trần thế nụ cười mỹ nhân
Thoáng thôi một khoảnh khắc xuân
Muôn con sóng biển trầm luân bồi hồi

## Bảo tồn
Núi Cánh Diều và núi Non Nước đang được tỉnh Ninh Bình đề xuất đưa vào Quy hoạch bảo quản, tu bổ, phục hồi di tích quốc gia đặc biệt Cố đô Hoa Lư đến năm 2030, tầm nhìn đến năm 2050 với không gian chủ đề thương hiệu bảo tồn và phát huy giá trị di sản là Tiếp biến. Đồng thời xây dựng Quy hoạch bảo quản, tu bổ, phục hồi di tích quốc gia đặc biệt núi Non Nước trình Thủ tướng Chính phủ phê duyệt, xây dựng công viên văn hóa Thúy Sơn làm điểm nhấn phục vụ nhu cầu sinh hoạt văn hóa tinh thần của nhân dân, đồng thời bổ sung thêm một điểm du lịch văn hóa độc đáo cho du khách khi đến Ninh Bình. Phát triển chủ đề về giao lưu, tiếp biến văn hóa, thương mại và công nghiệp trong lịch sử và hiện đại, hình thành một khu vực tập trung vào các hoạt động văn hóa và nghệ thuật biểu diễn đương đại, công nghiệp văn hóa, chứa đựng tinh hoa hiện đại và truyền thống.